# デイヴィッド・ラクシン
デイヴィッド・ラクシン（David Raksin, 1912年8月4日 - 2004年8月9日）は、アメリカ合衆国の作曲家。
100以上の映画音楽と300以上のテレビ音楽に関わり、「映画音楽の祖父」として知られている。
ペンシルベニア州フィラデルフィアで、オーケストラ指揮者を父として産まれる。高校時代から当時流行のダンスバンドでの演奏に手を染め、ハール・マクドナルドに師事して作曲を学んだ。更に後年、ニューヨークでイザドア・フリード(Isadore Freed 1900-1960)に、ロサンゼルスではアルノルト・シェーンベルクに師事し、音楽的領域を広げた。そしてプロの作編曲家としてハリウッドの映画音楽界に入る。
初期の映画の仕事の1つは、1936年のチャールズ・チャップリン作曲の『モダン・タイムス』の音楽の編曲で、以後1930年代後半から、1970年代にかけて多数の映画・テレビ音楽を手がけた。もっとも有名な作品は、1944年の映画『ローラ殺人事件』("Laura"　オットー・プレミンジャー監督)のテーマ曲「ローラ」であり、テレビでの著名な仕事は医療ドラマ「ベン・ケーシー」シリーズの音楽である。
彼は南カリフォルニア大学とカリフォルニア大学ロサンゼルス校で教鞭を執ったこともある。死後、自叙伝『If I Say So Myself』が発表された。

## ローラ
映画『ローラ殺人事件』は、ラクシンの夢幻的なミディアムスローテンポのテーマ曲『ローラ』("Laura")を伴ったことでフィルム・ノワールの古典として伝説視されるようになった。2005年には、ラクシンの手がけた『ローラ殺人事件』のスコアがアメリカン・フィルム・インスティチュートの「アメリカ映画の音楽ランキング」で史上第7位となり、映画音楽としても卓越した作品であることを裏付けている。
ラクシンはプレミンジャー監督に「週末の2日間で作曲してくる」と見得を切ったが、日曜夜になっても曲を思いつけなかった。折しも仕事で長く東海岸に別居中だった当時の妻から手紙が来ており、目を通せば、文面は別居生活の長さに倦んだ妻が「離婚を望んでいる」というものだった。愕然としたラクシンは、このとき唐突に美しいメロディを着想し、「ローラ」のテーマが瞬時に完成したのである。
ラクシンの「ローラ」は映画共々大好評となり、テーマはすぐさまストリングス・オーケストラで演奏されるムード音楽の人気曲となった。そして翌1945年、大作詞家ジョニー・マーサー(w:Johnny Mercer)が、映画の内容を踏まえ、幻の美女への憧れを訴える格調高い歌詞を与えたことで、ポピュラーソングとしても広く歌われる大成功を収めた。
大スタンダード・ナンバーとなった「ローラ」は、ムード音楽とジャズの分野において、21世紀に至ってもしばしば演奏・歌唱の題材とされている。だがその成立背景には、上記のような苦いエピソードが存在していたのである。